# Église de Koskue
L'église de Koskue (finnois : Koskuen kirkko) est une église luthérienne  située dans le village de Koskue à Kurikka en Finlande. 

## Galerie

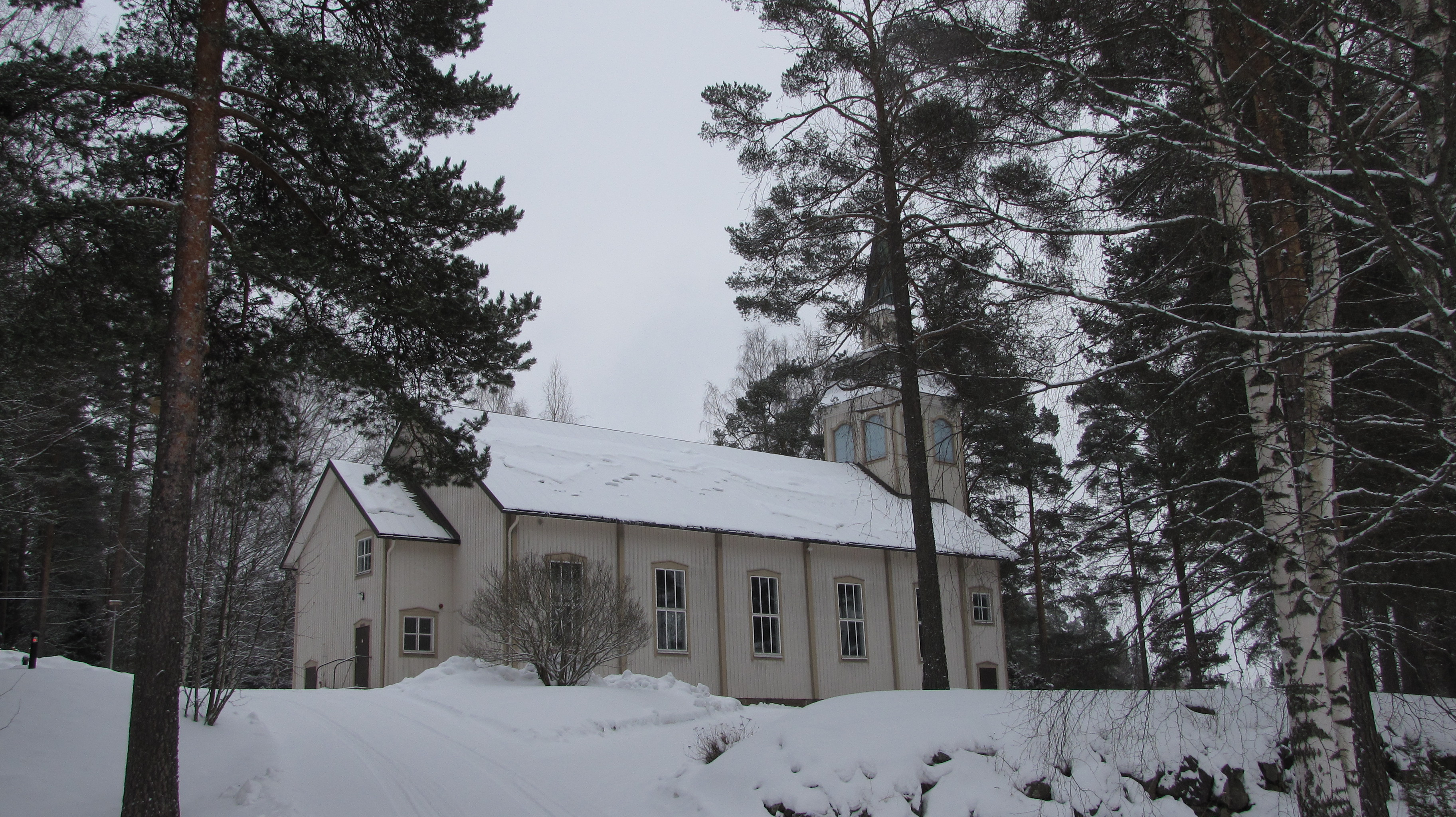